# Nadia Boulanger

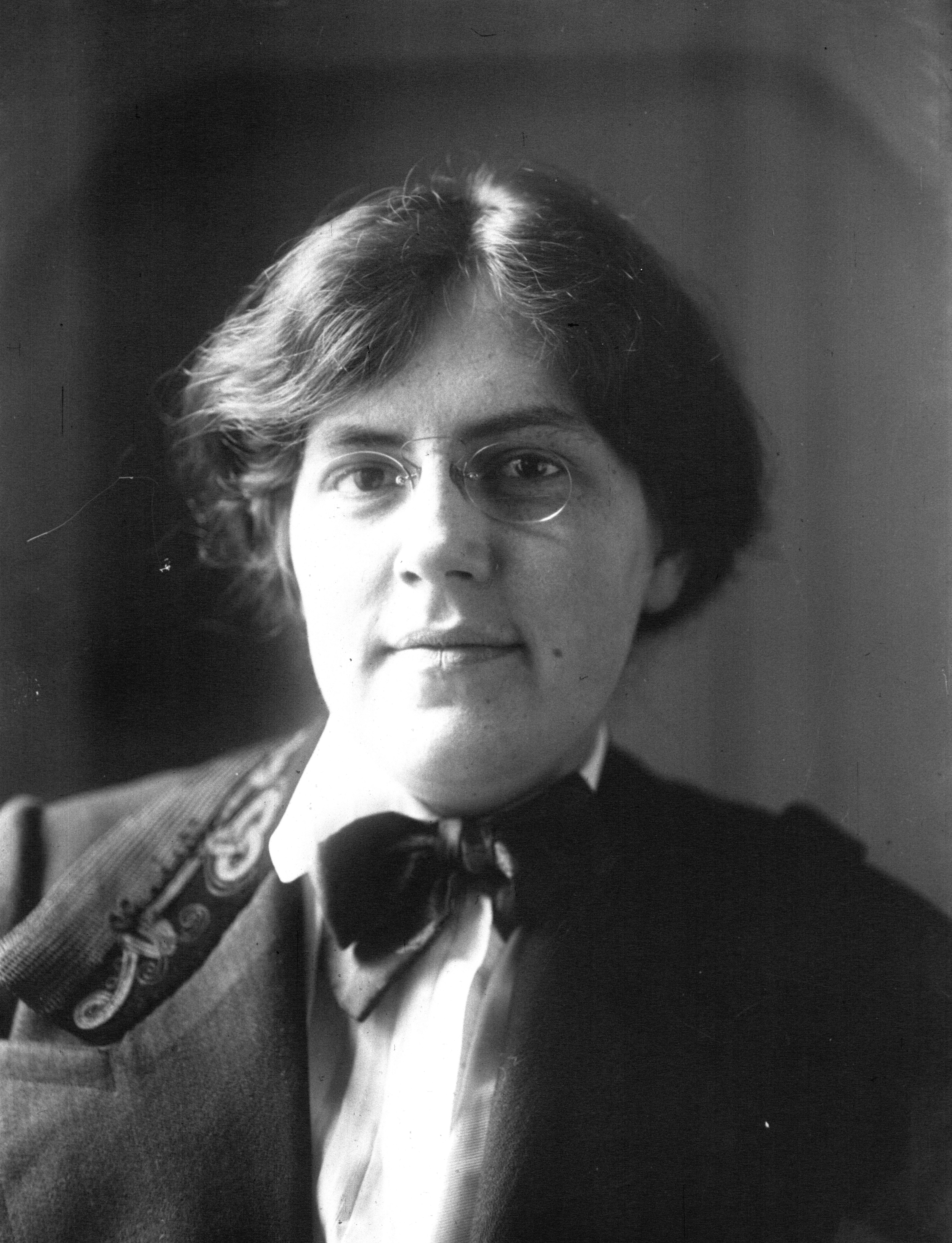
Nadia Boulanger, 1910

Nadia Juliette Boulanger (* 16. September 1887 in Paris; † 22. Oktober 1979 ebenda) war eine französische Komponistin, Pianistin, Dirigentin, Musiktheoretikerin und Musikpädagogin.

## Leben
Nadia Boulanger war die Tochter der Sängerin Raïssa Myschetskaja (1858–1935), einer russischen Adeligen, und des Komponisten, Dirigenten und Gesangslehrers Ernest Boulanger (1815–1900). Ihre jüngere Schwester war die Komponistin Lili Boulanger (1893–1918). Sie begann bereits im Alter von neun Jahren bei ihrem Vater Orgel und Komposition zu erlernen und ging sehr jung ans Pariser Konservatorium, wo sie von Louis Vierne (1870–1937) und Alexandre Guilmant in Orgel und von Gabriel Fauré (1845–1924) in Komposition unterrichtet wurde. Bereits 1903 wurde Nadia Boulanger stellvertretende Organistin für Gabriel Fauré an der Orgel der Kirche La Madeleine. 1904 erhielt sie im Alter von sechzehn Jahren die ersten Preise in Orgel, Begleitung und Komposition und 1908 den zweiten Preis im großen Prix de Rome in Komposition für ihre Kantate La Sirène. In ihrem Appartement in der Rue Ballu besaß sie eine Mutin-Cavaillé-Orgel.

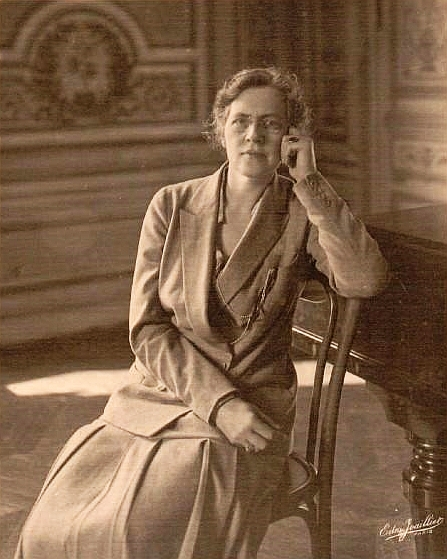
Nadia Boulanger (1925)

Im Jahr 1914 komponierte sie „Drei Stücke“ für Violoncello und Klavier, ein impressionistisches Werk mit drei Teilen jeweils eigenen Charakters. Der Pianist Raoul Pugno (1852–1914) setzte sich für Nadia Boulanger ein und führte unter ihrer Leitung ihre Rhapsodie variée für Klavier und Orchester auf. Auch komponierte er mit ihr gemeinsam eine Reihe von Werken wie den Liederzyklus der Hellen Stunden (Heures claires). Nach seinem Tod widmete Nadia Boulanger sich stärker der Musikpädagogik, Orchesterleitung und der Verbreitung des Werks ihrer Schwester Lili Boulanger. Ab 1921 unterrichtete sie an der École normale de musique de Paris und am neu gegründeten Conservatoire Américain in Fontainebleau. Im selben Jahr reiste sie erstmals in die USA, wo sie fortan regelmäßig Meisterkurse gab. Sie wurde eine der berühmtesten Kompositionslehrerinnen des 20. Jahrhunderts.
Sie unterrichtete zum Beispiel den französischen Komponisten Maurice Journeau, und mehrere Generationen amerikanischer Komponisten zählten zu ihren Schülern, darunter Aaron Copland, Gerardo Guevara, Astor Piazzolla, Quincy Jones, Roy Harris und Philip Glass. Unter den zahlreichen von ihr unterrichteten polnischen Komponisten finden sich Namen wie Grażyna Bacewicz, Zbigniew Bargielski, Wojciech Kilar, Stefan Kisielewski, Zygmunt Krauze, Krzysztof Meyer, Marta Ptaszyńska, Kazimierz Serocki, Stanisław Skrowaczewski, Michał Spisak, Witold Szalonek, Antoni Szałowski, Stanisław Wiechowicz und Antoni Wit. Ihr größter Klavierschüler war der Rumäne Dinu Lipatti (1917–1950), mit dem sie 1937 die ersten gemeinsamen Aufnahmen machte. Bis heute wohl unerreicht ist ihre Einspielung der Brahms-Walzer op. 39 für vier Hände. Eine enge Freundschaft verband sie auch mit Igor Stravinsky (1882–1971). Sie unterrichtete seinen Sohn Swjatoslaw Sulima Stravinsky (1910–1994), der ebenfalls ein bekannter Musiker wurde, und vermittelte Igor Stravinsky für eine Lehrtätigkeit an die Harvard University.
Als sie 1938, circa acht Jahre nach Antonia Brico (1902–1989), die als US-Amerikanerin niederländischer Herkunft 1930 ihr Debüt als Dirigentin bei den Berliner Symphonikern gab und Gründerin der New York Women’s Symphony war, das Boston Symphony Orchestra dirigierte, brach sie ebenso wie Brico in eine traditionsgemäß männliche Domäne ein. Es war ihr erster Auftritt außerhalb Frankreichs und das erste Mal, dass dieses Orchester unter der Stabführung einer Frau spielte. Ihr Ruf als Dirigentin wuchs besonders im Zusammenhang mit modernen Werken und alter Musik, für die sie sich sehr einsetzte.
Während des Zweiten Weltkriegs lebte sie als Lehrerin in den USA. 1946 kehrte sie nach Paris zurück. Sie übernahm eine Professur am Pariser Konservatorium, wo sie bis zu ihrem Tod unterrichtete. Ihre vielleicht wichtigste Rolle fand sie jedoch als Leiterin des Conservatoire Américain in Fontainebleau, einer offenen, englischsprachigen Sommerakademie mit internationalem Rang.
Ihre Wohnung in Paris wurde zum Treffpunkt der französischen musikalischen Welt. In der „Boulangerie“ („Bäckerei“) verkehrten unter anderem Aaron Copland, Maurice Ravel, Arthur Honegger, Leonard Bernstein, Priaulx Rainier, Grażyna Bacewicz, Vilayat Inayat Khan und Noor-un-Nisa Inayat Khan und Thea Musgrave, denen sie Unterweisung in Harmonielehre, Komposition, Kontrapunkt, Musikanalyse und Instrumentation gab. Zeitweise unterrichtete sie auch an der Yehudi Menuhin School in England.

## Werk
Von ihren Werken dürfte die 1911/1912 entstandene Oper La ville morte das bekannteste sein. Außerdem schrieb sie zahlreiche Lieder und kammermusikalische Werke.
- Petit canon für Orgel
- Improvisation für Orgel
- Prélude für Orgel
- Fugue chœur, 1907
- A l’hirondelle, 1908
- Fugue für Streichquartett, 1908
- La sirène, Kantate, 1908
- Fünf Lieder (Soleils couchants nach Paul Verlaine, Cantique nach Maurice Maeterlinck, Élégie nach Albert Samain, Prière nach H. Bataille, Was will die einsame Träne nach Heinrich Heine), 1909
- Fugue chœur, 1909
- La Roussalka, Kantate, 1909
- Les heures claires (Le ciel en nuit s’est déplié; Avec mes sens, avec mon cœur; Vous m’avez dit; Que tes yeux claires, tes yeux d’été; C’était en juin; Ta bonté; Roses de Juin; S’il arrive jamais, Texte: Émile Verhaeren), 1909–1912 (zusammen mit Raoul Pugno)
- Mélodies, 1910
- Rhapsodie variée für Klavier und Orchester (wahrscheinlich 1912 entstanden)
- La ville morte, Oper (Libretto nach Gabriele d’Annunzio), 1913 (zusammen mit Raoul Pugno)
- Sieben Lieder (Soir d’hiver nach Nadia Boulanger, L’Échange nach Camille Mauclair, Chanson nach Camille Mauclair, Le Couteau nach Camille Mauclair, Au bord de la route nach Camille Mauclair, Doute nach Camille Mauclair, J’ai frappé nach J.-F. Bourguignon), 1915 (oder 1916)/1922
- Trois Pièces (Drei Stücke) für Violoncello und Klavier, 1915 (oder 1913)
- Lux aeterna für Stimme, Harfe, Violine und Cello (um 1918)
- Vers la vie nouvelle für Klavier, 1919[3]

## Ehrungen
- 1932: Chevalier der Ehrenlegion
- 1934: Orden Polonia Restituta
- 1962: Mitglied der American Academy of Arts and Sciences
- 1967: Ehrendoktorwürde der Musikakademie Warschau
- 1977: Großoffizier der Ehrenlegion
- 1977: Order of the British Empire
- Orden des heiligen Karl
- Kronenorden (Belgien)

## Diskografie (Auswahl)
- Lieder und Kammermusik: Fünf Mélodies (1909), Les Heures Claires (1909), Sieben Mélodies (1922) für Mezzosopran und Klavier; Vers la vie nouvelle für Klavier (1916); Drei Stücke für Violoncello und Klavier (1913). Melinda Paulsen Mezzosopran, Angela Gassenhuber Klavier, Friedemann Kupsa Violoncello. Troubadisc TRO-CD 01407.
- Clairières, Lieder von Nadia & Lili Boulanger. Nicholas Phan (Tenor), Nora Huang (Klavier). Avie Recor (Harmonia Mundi)
- Lili & Nadia Boulanger. Mélodies. Cyrille Dubois (Tenor), Tristan Raës (Klavier). Aparte (Harmonia Mundi)[4]
- Brahms-Walzer vierhändig (Klavier) Dinu Lipatti und Nadia Boulanger bei YouTube